# Calamidia salpinctis
Calamidia salpinctis là một loài bướm đêm thuộc phân họ Arctiinae, họ Erebidae.